# Phou Khao Khouay National Park
Phou Khao Khouay National Park är en park i Laos.   Den ligger i provinsen Bolikhamsai, i den västra delen av landet, 70 km nordost om huvudstaden Vientiane. Phou Khao Khouay National Park ligger 225 meter över havet.
Terrängen runt Phou Khao Khouay National Park är kuperad åt nordväst, men åt sydost är den platt. Runt Phou Khao Khouay National Park är det ganska tätbefolkat, med 239 invånare per kvadratkilometer. I omgivningarna runt Phou Khao Khouay National Park växer huvudsakligen savannskog.